# Exocora pallida
Exocora pallida är en spindelart som beskrevs av Alfred Frank Millidge 1991. Exocora pallida ingår i släktet Exocora och familjen täckvävarspindlar.
Artens utbredningsområde är Venezuela. Inga underarter finns listade i Catalogue of Life.